# يان باكيلانتس
يان باكيلانتس (بالفرنسية: Jan Bakelants)‏ (و. 1986  م) هو راكب دراجة هوائية، من بلجيكا، شارك في طواف إسبانيا، وسباق طواف فرنسا 2013، وسباق طواف فرنسا 2014، وطواف فرنسا، وسباق طواف فرنسا 2017.

## سباقات أو مراحل فاز بها
| التاريخ        | السباق                            | المركز                                           |
| -------------- | --------------------------------- | ------------------------------------------------ |
| 01 يناير 2008  | تريبتيك ديس مونتس إت شاتيوكس 2008 |                                                  |
| 14 سبتمبر 2008 | تور دي أفينير 2008                | الفائز في التصنيف العام                          |
| 06 يونيو 2009  | جي بي تريبرغ شوارزوالد 2009       |                                                  |
| 25 أغسطس 2009  | طواف إينكو 2009                   | التاسع في التصنيف العام                          |
| 28 فبراير 2010 | طواف ألميريا 2010                 | العاشر في التصنيف العام                          |
| 16 مارس 2010   | تيرينو ادرياتيكو 2010             | الخامس في تصنيف أفضل شاب                         |
| 30 مايو 2010   | طواف إيطاليا 2010                 | الثامن في تصنيف أفضل شاب                         |
| 28 يوليو 2010  | طواف الوني 2010                   | السادس في التصنيف العام                          |
| 19 سبتمبر 2010 | طواف إسبانيا 2010                 | المرتبة 17 في التصنيف العام                      |
| 01 يناير 2011  | طواف أندلوسيا 2011                |                                                  |
| 29 مايو 2011   | طواف إيطاليا 2011                 | العاشر في تصنيف النقاط، الرابع في تصنيف أفضل شاب |
| 16 يونيو 2013  | طواف لوكسمبورغ 2013               |                                                  |
| 18 سبتمبر 2013 | جي بي دي والوني 2013              | الفائز في التصنيف العام                          |
| 02 نوفمبر 2013 | سباق أمستل كوراساو 2013           |                                                  |
| 17 سبتمبر 2014 | جي بي دي والوني 2014              |                                                  |
| 16 سبتمبر 2015 | جي بي دي والوني 2015              |                                                  |
| 02 أكتوبر 2015 | غران بيمونتي 2015                 | الفائز في التصنيف العام                          |
| 10 أكتوبر 2015 | طواف إيميليا 2015                 | الفائز في التصنيف العام                          |
| 14 فبراير 2016 | لا مديترانين 2016                 |                                                  |
| 28 فبراير 2016 | لادهوم الكلاسيكي 2016             |                                                  |

## روابط خارجية
- يان باكيلانتس على موقع الاتحاد الدولي للدراجات (الإنجليزية)
- يان باكيلانتس على موقع أرشيف الدراجات (الإنجليزية)
- يان باكيلانتس على موقع إحصائيات الدراجات الإحترافية (الإنجليزية)
- يان باكيلانتس على موقع نسبة الدراجات (الإنجليزية)
- يان باكيلانتس على موقع CycleBase (الإنجليزية)